# فرانسیسکو مورا
فرانسیسکو مورا (انگلیسی: Francisco Moura؛ زادهٔ ۱۶ اوت ۱۹۹۹) بازیکن فوتبال اهل پرتغال است که به‌عنوان دفاع چپ، برای باشگاه فوتبال براگا در لیگ برتر فوتبال پرتغال به میدان می‌رود.
از باشگاه‌هایی که وی در آن بازی کرده‌است می‌توان به باشگاه فوتبال آکادمیکا اشاره کرد.
وی همچنین در تیم‌های ملی فوتبال زیر ۱۸ سال پرتغال، زیر ۱۹ سال پرتغال، و زیر ۲۰ سال پرتغال بازی کرده‌است.

## تیم ملی
مورا سه بازی تعویضی دیرهنگام، از جمله یک بازی در فینال مقابل ایتالیا، برای پرتغال در مسابقات قهرمانی اروپا زیر ۱۹ سال ۲۰۱۸ انجام داد که این کشور در فنلاند به قهرمانی رسید.